# Ruthénarsénite
La ruthénarsénite est un minéral de la classe des sulfures. Son nom provient de sa composition : ruthénium et arsenic.

## Caractéristiques
La ruthénarsénite est un arséniure de formule chimique (Ru,Ni)As. Elle cristallise dans le système orthorhombique. Sa dureté sur l'échelle de Mohs est comprise entre 6 et 6,5.

## Classification
Selon la classification de Nickel-Strunz, la ruthénarsénite appartient à "02.C - Sulfures métalliques, M:S = 1:1 (et similaires), avec Ni, Fe, Co, PGE, etc." avec les minéraux suivants : achavalite, breithauptite, fréboldite, kotulskite, langisite, nickéline, sederholmite, sobolevskite, stumpflite, sudburyite, jaipurite, zlatogorite, pyrrhotite, smithite, troïlite, chérépanovite, modderite, westerveldite, millérite, mäkinenite, mackinawite, hexatestibiopanickélite, vavřínite, braggite, coopérite et vysotskite.

## Formation et gisements
Il a été découvert dans la rivière Waria, dans la région d'Ioma (Province d'Oro, Papouasie-Nouvelle-Guinée). Il a également été décrit au Kazakhstan, en Chine, en Russie, en Afrique du Sud et aux États-Unis.